# Hendrik Broer
Hendrik Wolter Broer, genannt Henk Broer, (* 18. Februar 1950) ist ein niederländischer Mathematiker, der sich mit Dynamischen Systemen befasst.
Broer wurde 1979 bei Floris Takens an der Universität Groningen, promoviert (Bifurcation of singularities in volume preserving vector fields). Er ist seit 1991 außerordentlicher Professor (Bijzonder Hogleraar) und seit 2003 Professor an der Universität Groningen.
Er befasst sich unter anderem mit KAM-Theorie.
2008 wurde er Mitglied der Königlich Niederländischen Akademie der Wissenschaften.
Zu seinen Doktoranden gehört Hinke Osinga.

## Schriften
- mit George B. Huitema, Mikhail B. Sevryuk Quasi-periodic motions in families of dynamical systems: order amidst chaos, Lecture Notes in Mathematics, 1645, Springer Verlag 1996
- Structures in dynamics: finite dimensional deterministic studies, North Holland 1991
- Unfoldings and bifurcations of quasi-periodic tori, Memoirs AMS, 1990
- mit anderen Bifurcations in Hamiltonian systems: computing singularities by Gröbner basis, Springer Verlag 2003
- mit Floris Takens Dynamical Systems and Chaos; Springer Verlag 2011
- Herausgeber Nonlinear dynamical systems and Chaos, Birkhäuser 1996
- Herausgeber mit Takens Geometry and analysis in nonlinear dynamics, Longman Scientific/Wiley 1992
- KAM Theory: the legacy of Kolmogorov´s 1954 paper, Bulletin AMS, Band 41, 2004, S. 507–521